# Glomeropitcairnia
Glomeropitcarnia là một chi thực vật có hoa trong họ Bromeliaceae.

## Hình ảnh

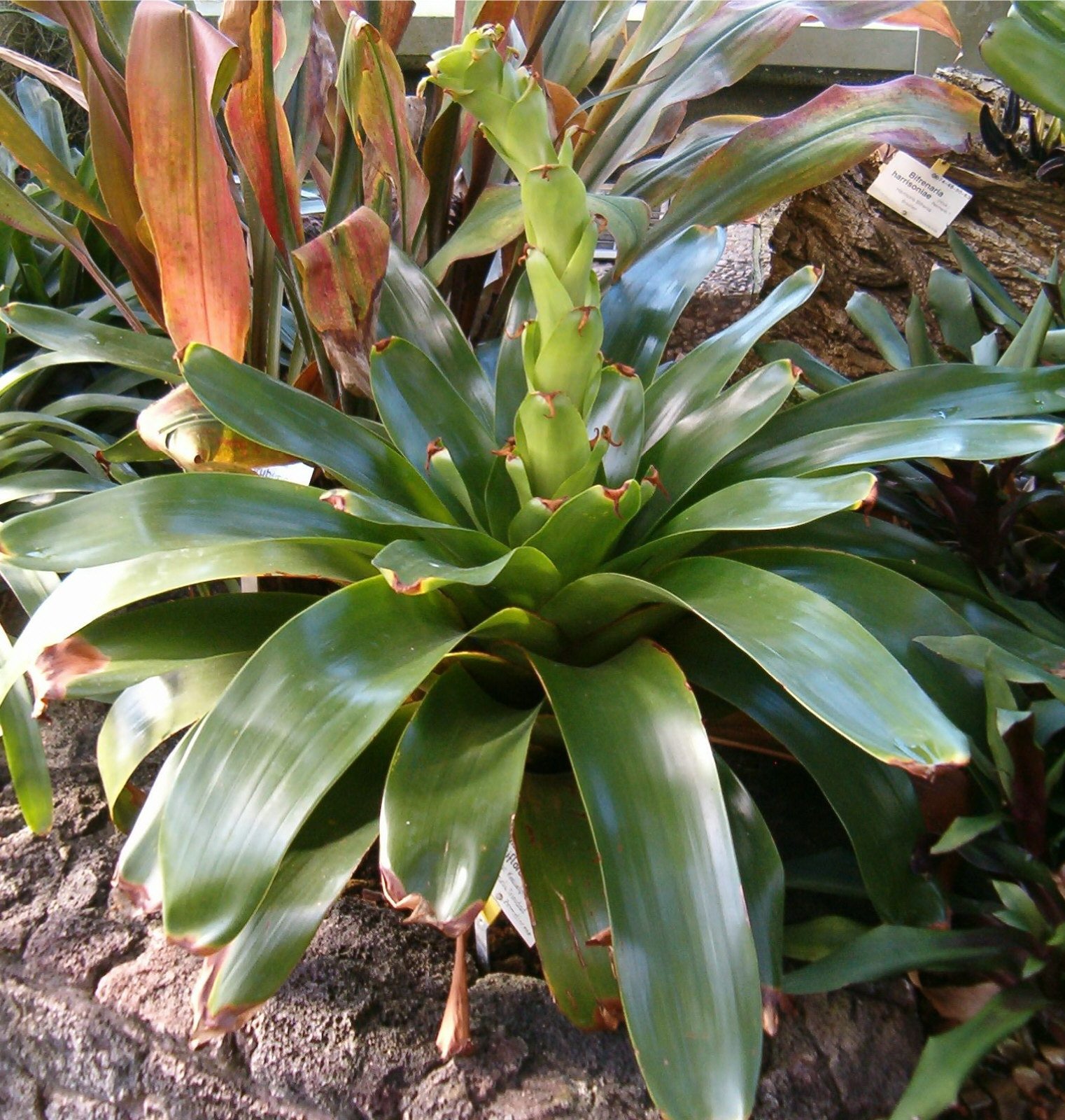